# Powiat Hekikai
Powiat Hekikai (jap. 碧海郡 Hekikai-gun) – dawny powiat w Japonii, w prefekturze Aichi.

## Historia[1]

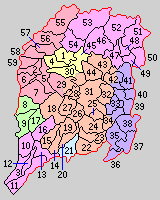
Powiat Hekikai (1–59 – 1889 r.)

W pierwszym roku okresu Meiji na terenie powiatu znajdowało się 177 wiosek. Powiat został założony 20 grudnia 1878 roku. Wraz z utworzeniem nowego systemu administracyjnego 1 kwietnia 1889 roku powiat Hekikai został podzielony na 3 miejscowości i 56 wiosek.
- 20 października 1890 – z części wioski Takatana została wydzielona wioska Enokimae. (3 miejscowości, 57 wiosek)
- 8 września 1891: (3 miejscowości, 59 wiosek)
  - część wioski Shikisaki została wydzielona tworząc wioskę Fushimiya.
  - część wioski Fujino została wydzielona tworząc wioskę Shikasuka.
- 14 września 1891 – część wioski Sakai została wydzielona tworząc wioskę Higashizakai. (3 miejscowości, 60 wiosek)
- 10 listopada 1891 – wioska Aomi została podzielona tworząc wioski Nemunoki i Aono. (3 miejscowości, 61 wiosek)
- 28 listopada 1891 – wioska Shimoshigehara została podzielona tworząc wioski Hantaka i Shigehara. (3 miejscowości, 62 wioski)
- 3 sierpnia 1892 – wioska 北大浜 zdobyła status miejscowości i zmieniła nazwę na Shinkawa. (4 miejscowości, 61 wiosek)
- 19 lutego 1893 – wioska Yahagi zdobyła status miejscowości. (5 miejscowości, 60 wiosek)
- 22 czerwca 1896 – z części wioski Kasumi została wydzielona wioska Nakai. (5 miejscowości, 61 wiosek)
- 9 lipca 1900 – wioska Takahama zdobyła status miejscowości. (6 miejscowości, 60 wiosek)
- 4 kwietnia 1901 – z części wioski Hongō została wydzielona wioska Watari. (6 miejscowości, 61 wiosek)
- 1 maja 1906 – miały miejsce następujące połączenia: (7 miejscowości, 9 wiosek)
  - miejscowość Takahama, wioski Yoshihama, Takatori → miejscowość Takahama,
  - miejscowość Chiryū, wioski Ushihashi, Kamishigehara, Nagasaki (część) → miejscowość Chiryū,
  - wioski Anjō, Nagasaki (część), Sato, Minowa, Fukama, Akamatsu, Ima, Hiraki, Furui → miejscowość Anjō,
  - wioski Sakurai, Fujino, Okawa, Mitsukawa → wioska Sakurai,
  - wioski Yonezu, Nishibata, Higashibata, Nezaki, Jōgairi, Izumi, Enokimae → wioska Meiji,
  - wioski Takatana, Ogakie, Noda, Hantaka, Nagasaki (część) → wioska Yosami,
  - miejscowość Kariya, wioski Shigehara, Oyama, Aizuma, Motokariya → miejscowość Kariya,
  - wioski Sakai, Higashizakai, Hitotsugi, Aimi → wioska Fujimatsu,
  - wioski Unebe, Sueno, Masuzuka, Ueno, Kazue → wioska Kamigō,
  - wioski Komaba, Wakazono, Tsutsumi, Take → wioska Takaoka,
  - wioski Urabe, Kasumi, Nakai, Nakajima, Nemunoki, Aono → wioska Mutsumi,
  - miejscowość Yahagi, wioski Nakagō, Hongō, Nagase, Shiki, Shikasuka → miejscowość Yahagi,
  - wioski Shikisaki, Fushimiya, Washizuka → wioska Asahi.
- 1 stycznia 1924 – wioska Tanao zdobyła status miejscowości. (8 miejscowości, 8 wiosek)
- 5 kwietnia 1948 – w wyniku połączenia miejscowości Ōhama, Shinkawa, Tanao i wioski Asahi powstało miasto Hekinan. (5 miejscowości, 7 wiosek)
- 1 kwietnia 1950 – miejscowość Kariya zdobyła status miasta. (4 miejscowości, 7 wiosek)
- 5 maja 1952 – miejscowość Anjō zdobyła status miasta. (3 miejscowości, 7 wiosek)
- 1 kwietnia 1955: (2 miejscowości, 4 wioski)
  - wioska Fujimatsu i część wsi Yosami zostały włączone w teren miasta Kariya.
  - pozostała część Yosami została włączona w teren miasta Anjō.
  - część wsi Meiji została włączona do miasta Hekinan, część do miasta Anjō, a reszta do miasta Nishio
  - miejscowość Yahagi została włączona w teren miasta Okazaki.
- 1 maja 1956 – wioska Takaoka zdobyła status miejscowości. (3 miejscowości, 3 wioski)
- 5 czerwca 1956 – wioska Sakurai zdobyła status miejscowości. (4 miejscowości, 2 wioski)
- 15 października 1958 – wioska Mutsumi zdobyła status miejscowości. (5 miejscowości, 1 wioska)
- 1 kwietnia 1961 – wioska Kamigō zdobyła status miejscowości. (6 miejscowości)
- 15 października 1962 – miejscowość Mutsumi została włączona do miasta Okazaki. (5 miejscowości)
- 1 marca 1964 – miejscowość Kamigō została włączona do miasta Toyota. (4 miejscowości)
- 1 września 1965 – miejscowość Takaoka została włączona do miasta Toyota. (3 miejscowości)
- 1 kwietnia 1967 – miejscowość Sakurai została włączona do miasta Anjō. (2 miejscowości)
- 1 grudnia 1970: 
  - miejscowość Chiryū zdobyła status miasta.
  - miejscowość Takahama zdobyła status miasta. W wyniku tego powiat został rozwiązany.